# アリス・コグスウェル

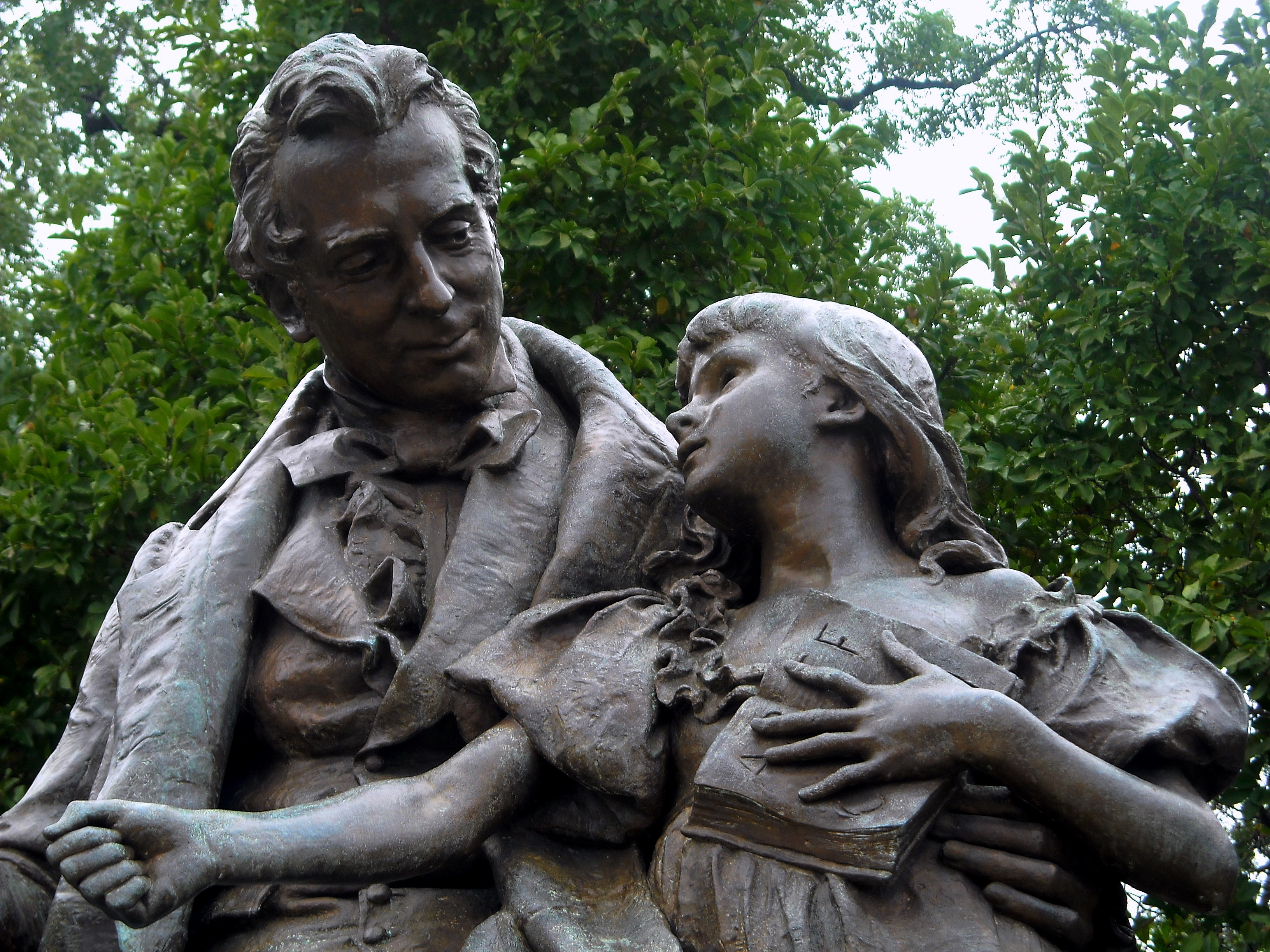
アリス・コグズウェルとトーマス・ホプキンズ・ギャローデットの像

アリス・コグズウェル（Alice Cogswell、1805年 - 1830年12月30日）は、トーマス・ホプキンズ・ギャローデットがコネチカット州ハートフォードにコネティカット聾唖教育指導施設（現在のアメリカ聾学校）を設立しようとするきっかけとなった人物である。
彼女は2歳の時紅斑熱（脳脊髄の髄膜炎）にかかった。この病気は彼女の聴力を奪い、その後彼女はしゃべれなくなった。彼女は9歳の時にギャローデットと出会った。その時、ギャローデットは聾唖の少女を教える機会を持った。彼とアリスの父メーソン・コグズウェルは、聾学校が彼女の教育にとって最も良いと決断したが、そのような学校は当時のアメリカ合衆国には無かった。
1817年4月、アリスと他の6人のろう学生はコネティカット聾唖教育指導施設に入学した。
彼女の父が亡くなってからちょうど13日後の1830年12月30日、彼女は25歳で亡くなった。
ハートフォードのアメリカ聾学校の敷地には、ギャローデットとアリスの美しい彫像がある。そしてギャローデット大学の敷地には、ギャローデットが椅子に座り、アリスが彼の隣に立って指文字の "A" でコミュニケーションをとる2人の彫像がある。